# Allemagne au Concours Eurovision de la chanson 1972
L'Allemagne a participé au Concours Eurovision de la chanson 1972 le 25 mars à Édimbourg (Écosse), au Royaume-Uni. C'est la 17e participation allemande au Concours Eurovision de la chanson.
Le pays est représenté par la chanteuse Mary Roos et la chanson Nur die Liebe läßt uns leben, sélectionnées par la HR à travers la finale nationale Ein Lied für Edinburgh.

## Sélection

### Ein Lied für Edinburgh
Le radiodiffuseur allemand Hessischer Rundfunk (HR, « Radiodiffusion de la Hesse »), organise une finale nationale intitulée Ein Lied für Edinburgh (« Une chanson pour Édimbourg ») pour sélectionner l'artiste et la chanson représentant l'Allemagne au Concours Eurovision de la chanson 1972.
La finale nationale, présentée par Karin Tietze-Ludwig et Renate Bauer a lieu le 19 février 1972 aux studios de Sender Freies Berlin (SFB) à Berlin-Ouest.

#### Finale
| Ordre | Artiste           | Chanson                        | Traduction                    | Points   | Points  | Place |
| Ordre | Artiste           | Chanson                        | Traduction                    | 1er tour | 2e tour | Place |
| ----- | ----------------- | ------------------------------ | ----------------------------- | -------- | ------- | ----- |
| 1     | Edina Pop         | Meine Liebe will ich dir geben | Je veux te donner mon amour   | 27       | -       | 6     |
| 2     | Teddy Parker      | Ich setze auf Dich             | Je compte sur toi             | 18       | -       | 11    |
| 3     | Olivia Molina     | Die größte Manege der Welt     | Le plus grand manège du monde | 20       | -       | 9     |
| 4     | Cindy & Bert      | Geh' die Straße                | Marche dans la rue            | 41       | 3       | 2     |
| 5     | Marion Maerz (de) | Hallelujah Man                 | L'homme alléluia              | 30       | -       | 5     |
| 6     | Adrian Wolf       | Mein Geschenk an Dich          | Mon cadeau pour toi           | 13       | -       | 12    |
| 7     | Su Kramer         | Glaub an Dich selbst           | Crois en toi                  | 38       | 3       | 2     |
| 8     | Inga & Wolf       | Gute Nacht, Freunde            | Bonne nuit, les amis          | 38       | 0       | 4     |
| 9     | Sandra Haas       | Das Leben beginnt jeden Tag    | La vie commence chaque jour   | 27       | -       | 6     |
| 10    | Sven Jensen       | Grenzenlos                     | Sans frontière                | 19       | -       | 10    |
| 11    | Mary Roos         | Nur die Liebe läßt uns leben   | Seul l'amour nous fait vivre  | 40       | 4       | 1     |
| 12    | Peter Horton      | Wann kommt der Morgen?         | Quand vient le matin ?        | 27       | -       | 6     |

Lors de cette sélection, c'est la chanson Nur die Liebe läßt uns leben interprétée par Mary Roos qui fut choisie. Le chef d'orchestre sélectionné pour l'Allemagne à l'Eurovision 1972 est Paul Kuhn.

## À l'Eurovision
Chaque pays a un jury de deux personnes. Chaque juré attribue entre 1 et 5 points à chaque chanson.

### Points attribués par l'Allemagne
| 9 points | Luxembourg                                    |
| 8 points | Royaume-Uni                                   |
| 7 points | Espagne Yougoslavie                           |
| 6 points | Autriche Pays-Bas                             |
| 5 points | France Suède                                  |
| 4 points | Finlande Irlande Italie Monaco Norvège Suisse |
| 3 points | Malte Portugal                                |
| 2 points | Belgique                                      |

### Points attribués à l'Allemagne
| 10 points                                                  | 9 points  | 8 points                  | 7 points                         | 6 points                                 |
| ---------------------------------------------------------- | --------- | ------------------------- | -------------------------------- | ---------------------------------------- |
|                                                            | - Espagne | - France - Monaco - Suède | - Belgique - Italie - Luxembourg | - Italie - Norvège - Pays-Bas - Portugal |
| 5 points                                                   | 4 points  | 3 points                  | 2 points                         |                                          |
| - Autriche - Finlande - Royaume-Uni - Suisse - Yougoslavie | - Malte   |                           |                                  |                                          |

Mary Roos interprète Nur die Liebe läßt uns leben en première position lors de la soirée du concours, précédant la France. 
Au terme du vote final, l'Allemagne termine 3e sur les 18 pays participants, ayant reçu 107 points au total,. C'est la troisième fois consécutive que l'Allemagne termine à la troisième place.